# مستثمر مؤسسي
المستثمر المؤسسي (بالإنجليزية: Institutional investor)‏، هو  كيان يقوم بشراء الأوراق المالية، والممتلكات العقارية، والأصول الاستثمارية الأخرى وإنشاء القروض. ويشمل المستثمرون المؤسساتيون البنوك وشركات التأمين والمعاشات وصناديق التحوط وصناديق الاستثمار العقاري ومستشارو الاستثمار والأوقاف وصناديق الاستثمار المشترك. ويمكن أيضاً إدراج شركات التشغيل التي تستثمر رأس المال الزائد في هذا السياق. كما يمكن للمستثمرين المؤسساتيين الناشطين التأثير على حوكمة الشركات من خلال ممارسة حقوق التصويت في استثماراتهم.